# Mówiąc Inaczej
Mówiąc Inaczej – polski kanał na YouTube założony w 2013 przez Paulinę Mikułę, absolwentkę polonistyki. W filmikach o charakterze poradniczym autorka popularyzuje wiedzę na temat polszczyzny, w każdym z odcinków wyjaśniając kolejne zagadnienia bądź wątpliwości językowe. Źródłem analizowanych przez nią dylematów są komentarze i listy widzów, a także osobiste obserwacje zjawisk i tendencji lingwistycznych.
Sukcesem kanału okazało się zainteresowanie młodych internautów normatywną polszczyzną i skłonienie ich do pracy nad sposobem wyrażania się. Program określany jest jako hybryda tradycyjnego poradnictwa językowego i rozrywkowego wideoblogu. Już na samym początku działalności vlog uważano za jeden z najszybciej rozwijających się kanałów na polskim YouTubie. W 2016 liczba jego subskrypcji przekroczyła próg 200 tysięcy, a we wrześniu 2021 kanał subskrybowało już ponad 492 tysiące osób.

## Lista odcinków

### Sezon 1
| Nr | Data publikacji      | Tytuł                                                       | Ref. |
| -- | -------------------- | ----------------------------------------------------------- | ---- |
| 1  | 18 lipca 2013        | Piersi na mecie                                             |      |
| 2  | 25 lipca 2013        | Tak se myślę, że po co się wkurzać…                         |      |
| 3  | 1 sierpnia 2013      | Może porozmaWIAlibyśmy o akcentach?                         |      |
| 4  | 8 sierpnia 2013      | Masło maślane, czyli pleonazmy i tautologie                 |      |
| 5  | 15 sierpnia 2013     | Rozpracujmy rusycyzmy!                                      |      |
| 6  | 22 sierpnia 2013     | Everybody klaszczą w ręce, czyli o anglicyzmach             |      |
| 7  | 29 sierpnia 2013     | Osobiście rozwiewam Wasze wątpliwości                       |      |
| 8  | 5 września 2013      | Nie czytam Waszych listów? Bynajmniej!                      |      |
| 9  | 12 września 2013     | O pośpiechu i orgazmie                                      |      |
| 10 | 19 września 2013     | Jedziemy lamborgini do karfura po tortije                   |      |
| 11 | 26 września 2013     | Gramy, procenty, promile – taka sytuacja                    |      |
| 12 | 3 października 2013  | Codzienny problem Polaków                                   |      |
| 13 | 3 października 2013  | S(t)ymulacja, ka(r)nister i hospita(liza)cja                |      |
| 14 | 17 października 2013 | Czy można mnie oglądnąć we czwartki?                        |      |
| 15 | 24 października 2013 | Poszłem włanczać te światło                                 |      |
| 16 | 31 października 2013 | Jaś obszedł jezioro…                                        |      |
| 17 | 7 listopada 2013     | Witam! Tu pisze, jak dobrze prowadzić vloga i wysyłać maila |      |
| 18 | 14 listopada 2013    | Jak logować się na YouTube i klikać w filmy                 |      |
| 19 | 28 listopada 2013    | Tu leży pies pogrzebany, czyli o germanizmach               |      |
| 20 | 28 listopada 2013    | Między innymi o tym, czy można coś kupywać                  |      |

### Sezon 2
| Nr | Data publikacji      | Tytuł                                                             | Ref. |
| -- | -------------------- | ----------------------------------------------------------------- | ---- |
| 21 | 27 lutego 2014       | Kilka słów o wulgaryzmach                                         |      |
| 22 | 6 marca 2014         | Nawet nie wiecie, kiedy przeklinacie!                             |      |
| 23 | 13 marca 2014        | Jak nie być Ą-Ę                                                   |      |
| 24 | 27 marca 2014        | Jestem na dworzu, na dworze, a może na polu?                      |      |
| 25 | 3 kwietnia 2014      | Jak ubrać się w sweter i czyje włożyć buty                        |      |
| 26 | 17 kwietnia 2014     | Czemu czasem mówimy „mi”, a czasem „mnie”                         |      |
| 27 | 24 kwietnia 2014     | Epicko z okazji Wielkanocy                                        |      |
| 28 | 1 maja 2014          | Grill w majowy weekend                                            |      |
| 29 | 8 maja 2014          | Filolożka latem z tatem nad jeziorem                              |      |
| 30 | 22 maja 2014         | Reasumując, „radio” odmieniamy jak „dildo”                        |      |
| 31 | 12 czerwca 2014      | O mundialu w radiu, którE działa                                  |      |
| 32 | 26 czerwca 2014      | Nazywanie regionów tudzież perfum                                 |      |
| 33 | 10 lipca 2014        | O błędach w Internecie                                            |      |
| 34 | 24 lipca 2014        | Jesteś ciekaw, jak w dzisiejszych czasach akcentujemy „w ogóle”?  |      |
| 35 | 7 sierpnia 2014      | Dziś na tapecie dawanie słowa                                     |      |
| 36 | 4 września 2014      | Jesteśmy za granicą, ale wracamy z zagranicy                      |      |
| 37 | 25 września 2014     | Kim jest przedszkolanka i jak należy się opierać                  |      |
| 38 | 9 października 2014  | O dziwnych problemach nie tylko z małżonką, lecz także małżonkiem |      |
| 39 | 24 października 2014 | Jakieś takie słówka, które powtarzamy                             |      |
| 40 | 6 listopada 2014     | Nazwiska na zaproszenie                                           |      |
| 41 | 27 listopada 2014    | Akurat w tej kwestii babeczki mają łatwiej + bonus                |      |
| 42 | 18 grudnia 2014      | Nazwiska (obiecuję, że) po raz ostatni!                           |      |

### Sezon 3
| Nr | Data publikacji      | Tytuł                                                              | Ref. |
| -- | -------------------- | ------------------------------------------------------------------ | ---- |
| 43 | 12 marca 2015        | JAK poprawiać SWOICH znajomych                                     |      |
| 44 | 2 kwietnia 2015      | Odcinek o kobietach… PS. Marudnych                                 |      |
| 45 | 23 kwietnia 2015     | I teraz tak tej, nie? Słów kilka o gwarze poznańskiej              |      |
| 46 | 4 czerwca 2015       | Jadę porsche na Ukrainę                                            |      |
| 47 | 12 czerwca 2015      | Dokąd zmierzasz tym fordem?                                        |      |
| 48 | 2 lipca 2015         | Wakacje na Mokotowie                                               |      |
| 49 | 30 lipca 2015        | Z frytką i rodzynkiem w kisielu, nie kiślu                         |      |
| 50 | 20 sierpnia 2015     | Och, jaki superodcinek!                                            |      |
| 51 | 3 września 2015      | Ożeż Ty! Znów ta ortografia?!                                      |      |
| 52 | 1 października 2015  | Czy jesteście poddenerwowani? Nie, nie jesteście…                  |      |
| 53 | 15 października 2015 | Podsumowując, niektóre moje odcinki są do bani                     |      |
| 54 | 22 października 2015 | Jak się nie dać żmii                                               |      |
| 55 | 19 listopada 2015    | Może i jestem pretensjonalna, ale przynajmniej wiem, co to znaczy! |      |
| 56 | 10 grudnia 2015      | Jako ósmi przybyli Iworyjczycy i Farerowie                         |      |

### Sezon 4
| Nr   | Data publikacji      | Tytuł                                                                   | Ref. |
| ---- | -------------------- | ----------------------------------------------------------------------- | ---- |
| 57   | 28 stycznia 2016     | „Ten puf” czy „ta pufa”? – odpowiadam Śmiechawie!                       |      |
| 57,5 | 4 lutego 2016        | Chłopaki ze Śmiechawy NIE ZAPYTALI mnie o "puf"…                        |      |
| 58   | 25 lutego 2016       | Noob, haxy, IEM. Znacie? To poznacie!                                   |      |
| 59   | 10 marca 2016        | O maleństwie, które wkurza                                              |      |
| 60   | 24 marca 2016        | Maleństwa ciąg dalszy, ale wierzę, że to wytrzymacie!                   |      |
| 61   | 7 kwietnia 2016      | „De facto”, „notabene”, „stricte”…? Już wyjaśniam!                      |      |
| 62   | 21 kwietnia 2016     | Ad hoc, qui pro quo, sic! – OCB?                                        |      |
| 63   | 12 maja 2016         | Co on dla ciebie powiedział? Czyli o tym, jak zadziałam się w Suwałkach |      |
| 64   | 19 maja 2016         | Kolejna porcja trudnych słów! Takich, które mogą nas zaskoczyć w pracy  |      |
| 65   | 2 czerwca 2016       | „Nie wiem, czy mam gruby tyłek…”, czyli rzecz o interpunkcji, cz. 1.    |      |
| 66   | 9 czerwca 2016       | Interpunkcja – cz. 2, czyli kilka prostych zasad. ;)                    |      |
| 67   | 30 czerwca 2016      | Lajki, hejty, hajs – witajcie w języku polskim!                         |      |
| 68   | 4 sierpnia 2016      | Ciekawostki językowe, które warto znać!                                 |      |
| 69   | 18 sierpnia 2016     | Skąd się wzięły frazeologizmy – zapewniam, że będziecie zaskoczeni      |      |
| 70   | 1 września 2016      | O błędzie, który być może popełnił każdy z Was! :D                      |      |
| 71   | 29 września 2016     | Dlaczego piszemy „subskryBuj”, skoro mamy „subskryPcje”                 |      |
| 72   | 13 października 2016 | O co chodzi z majtkami                                                  |      |
| 73   | 13 października 2016 | Skąd się wziął „raj” w „rajstopach”, czyli pochodzenie słów             |      |
| 74   | 17 listopada 2016    | Z kim powinnam się spotkać o 18:00? Z dwiema czy dwoma kobietami?       |      |
| 75   | 16 grudnia 2016      | Fifty na pol, czyli język polski oczami Kasi Mecinski                   |      |
| 76   | 22 grudnia 2016      | Wesołych świąt, a może Świąt? Czyli jak poprawnie składać życzenia      |      |

### Sezon 5
| Nr | Data publikacji      | Tytuł                                                                  | Ref. |
| -- | -------------------- | ---------------------------------------------------------------------- | ---- |
| 77 | 5 stycznia 2017      | Jakie tendencje w języku mnie martwią                                  |      |
| 78 | 12 stycznia 2017     | Czy w języku rację ma większość?                                       |      |
| 79 | 26 stycznia 2017     | Dlaczego Dariusz to Darek, a Mariusz to nie Marek?                     |      |
| 80 | 9 lutego 2017        | Czy wiesz, co znaczy Twoje imię?                                       |      |
| 81 | 2 marca 2017         | O błędzie, którego NIE WOLNO popełniać, bo to wstyd!                   |      |
| 82 | 8 marca 2017         | „Brązer” czy może „bronzer”? Film (nie) tylko dla kobiet!              |      |
| 83 | 24 marca 2017        | Słowa, które zapisuje się tak, że można oszaleć                        |      |
| 84 | 13 kwietnia 2017     | Zrobię Wam tym filmem dzień, czyli irytujące kalki językowe            |      |
| 85 | 23 kwietnia 2017     | Moje wpadki językowe                                                   |      |
| 86 | 18 maja 2017         | Jak to się czyta?! Czyli kłopotliwe nazwy marek                        |      |
| 87 | 2 czerwca 2017       | Słowa, które nie są błędami, a Wy myślicie, że nimi są…                |      |
| 88 | 29 czerwca 2017      | Opowieść o tym, jak dusza humanisty spotkała umysł ścisły              |      |
| 89 | 13 lipca 2017        | Jak to się (w Polsce) czyta? Czyli kłopotliwe nazwy marek, cz. 2.      |      |
| 90 | 28 lipca 2017        | O co chodzi z „cipami”, czyli kilka słów o spolszczaniu                |      |
| 91 | 1 września 2017      | Słowa, wyrażenia, zwroty, które wydają się poprawne, ale takie nie są… |      |
| 92 | 19 września 2017     | Pytania, które wciąż zadajecie, a mnie już rynce opadajo!              |      |
| 93 | 12 października 2017 | Kim jest „praciota”, „zełwa” i „jątrew”? Ja Wam powiem!                |      |
| 94 | 27 października 2017 | Błąd, którego nie chcecie popełniać, bo to wstyd                       |      |
| 95 | 9 listopada 2017     | Dlaczego moda w języku to ZŁOOO                                        |      |
| 96 | 23 listopada 2017    | Słowa, których znaczenia nie znacie, więc opowiadacie kocopoły         |      |
| 97 | 1 grudnia 2017       | Jak NIE składać świątecznych życzeń                                    |      |

### Sezon 6
| Nr  | Data publikacji      | Tytuł                                                                     | Ref. |
| --- | -------------------- | ------------------------------------------------------------------------- | ---- |
| 98  | 4 stycznia 2018      | Młodzieżowe słowo roku, czyli o tym, jak młodzi potrafią wkurzać          |      |
| 99  | 18 stycznia 2018     | Moje odkrycia językowe z 2017 roku                                        |      |
| 100 | 26 stycznia 2018     | Sto słów o Mówiąc Inaczej                                                 |      |
| 101 | 1 lutego 2018        | Powiedzenia, przez które można się skompromitować                         |      |
| 102 | 16 marca 2018        | Jak odmienić skrótowowiec „PIT” i dlaczego warto mnie oglądać             |      |
| 103 | 27 marca 2018        | Błędy, które was drażnią, a mnie trochę mniej                             |      |
| 104 | 5 kwietnia 2018      | Czy Ty w ogóle wiesz, jak się nazywasz?                                   |      |
| 105 | 12 kwietnia 2018     | Jak rozmawiać z osobami niepełnosprawnymi, by nie popełnić gafy           |      |
| 106 | 6 czerwca 2018       | Ciekawostki językowe, dzięki którym można zabłysnąć w towarzystwie        |      |
| 107 | 14 czerwca 2018      | O języku angielskim po polsku – rozmowa z Arleną Witt (Po Cudzemu)        |      |
| 108 | 27 czerwca 2018      | Jak obce słowa wskakują do polszczyzny, a my nawet o tym nie wiemy        |      |
| 109 | 13 lipca 2018        | „Melanż”, „bibka”, „impreza” – skąd te słowa wzięły się w naszym języku?  |      |
| 110 | 9 sierpnia 2018      | O dziwnych pytaniach, jakie mi zadajecie                                  |      |
| 111 | 22 sierpnia 2018     | Proste słowa, których zapis utrudnia nam życie                            |      |
| 112 | 13 września 2018     | Czego źle nas uczono w szkole                                             |      |
| 113 | 4 października 2018  | O językowej pułapce, w którą regularnie wpadamy                           |      |
| 114 | 18 października 2018 | Powiedzenia, których głupio używacie                                      |      |
| 115 | 25 października 2018 | O języku seksu i innych kwestiach, czyli rozmowa z prof. Lwem-Starowiczem |      |
| 116 | 8 listopada 2018     | Błędy językowe youtuberów oraz innych influencerów                        |      |
| 117 | 28 listopada 2018    | Jak poprawiać ludzi (np. youtuberów) i nie wyjść na strasznego buca       |      |
| 118 | 13 grudnia 2018      | Jak odpowiadać na głupie teksty wypowiedziane przy świątecznym stole      |      |
| 119 | 20 grudnia 2018      | Co „dzban” mówi o polskiej młodzieży                                      |      |

### Sezon 7
| Nr  | Data publikacji      | Tytuł                                                                            | Ref. |
| --- | -------------------- | -------------------------------------------------------------------------------- | ---- |
| 120 | 2 stycznia 2019      | Noworoczna ciekawostka językowa!                                                 |      |
| 121 | 22 stycznia 2019     | Czy na pewno wiecie, czym jest „wagina”?                                         |      |
| 122 | 31 stycznia 2019     | Czy Pascal udaje swój akcent i czy namówił mnie na zjedzenie ślimaka             |      |
| 123 | 6 lutego 2019        | „Nie jedz tego torta!”, czyli błędy językowe w kuchni                            |      |
| 124 | 22 lutego 2019       | O błędach, które popełniacie w internecie – raport hańby                         |      |
| 125 | 21 marca 2019        | Co obcokrajowców dziwi w naszym języku                                           |      |
| 126 | 10 kwietnia 2019     | „Psycholożka”? „Gościni”? „Ministra”? Czy to w ogóle poprawne?                   |      |
| 127 | 25 kwietnia 2019     | Słowa, które nie są błędami, a Wy myślicie, że nimi są – część II                |      |
| 128 | 9 maja 2019          | Słowa, których zapis może zdenerwować                                            |      |
| 129 | 30 maja 2019         | Obcokrajowcy vs język polski – część II                                          |      |
| 130 | 5 czerwca 2019       | Powiedzenie, którego nie rozumiecie                                              |      |
| 131 | 19 czerwca 2019      | Kozackie, klawe, sążne słowa, które znikają, bo o nich zapominamy                |      |
| 132 | 11 lipca 2019        | Jak pisze się 10 piosenek w całości po polsku                                    |      |
| 133 | 25 lipca 2019        | „Sernik jaglany”, „pasztet z fasoli” – co to w ogóle ma być?                     |      |
| 134 | 15 sierpnia 2019     | Dlaczego mówimy „dzień dobry”, a w innych językach jest „dobry dzień”?           |      |
| 135 | 4 września 2019      | Polskie tytuły zagranicznych filmów – o co tu chodzi?                            |      |
| 136 | 12 września 2019     | Skąd się wzięły nazwy miesięcy, taki „styczeń” na przykład. ;)                   |      |
| 137 | 3 października 2019  | Czym się różni ironia od sarkazmu                                                |      |
| 138 | 17 października 2019 | Błędy językowe popełniane przez katolików                                        |      |
| 139 | 14 listopada 2019    | O „śmieciach” w naszym języku                                                    |      |
| 140 | 20 listopada 2019    | Błędów językowych popełnianych przez katolików ciąg dalszy                       |      |
| 141 | 4 grudnia 2019       | Gdy chcecie brzmieć inteligentnie, ale trochę nie wychodzi                       |      |
| 142 | 10 grudnia 2019      | „Alternatywka”, „jesieniara”, „eluwina”, czyli co ta młodzież znów wymyśliła?    |      |
| 143 | 19 grudnia 2019      | Mery Spolsky, czyli dziewczyna do tańca i do różańca                             |      |
| 144 | 27 grudnia 2019      | Dlaczego trzymamy akurat kciuki i bywamy w siódmym niebie, czyli o powiedzeniach |      |

### Sezon 8
| Nr  | Data publikacji      | Tytuł                                                                                  | Ref. |
| --- | -------------------- | -------------------------------------------------------------------------------------- | ---- |
| 145 | 23 stycznia 2020     | Jak będziemy mówić w przyszłości? Czyli co czeka język polski                          |      |
| 146 | 6 lutego 2020        | Słowa, których znaczenia możecie do końca nie znać                                     |      |
| 147 | 19 lutego 2020       | Ralph Kaminski – chłopak, który z muzyką robi, co chce                                 |      |
| 148 | 5 marca 2020         | Jak uniknąć wpadki językowej, czyli o słowach, które mylimy, bo są podobne             |      |
| 149 | 19 marca 2020        | Mamy „stan zagrożenia epidemicznego” czy „epidemiologicznego”?                         |      |
| 150 | 9 kwietnia 2020      | Dlaczego w straży pożarnej jest „strażak”, a w straży miejskiej „strażnik”?            |      |
| 151 | 24 kwietnia 2020     | Skąd pochodzą brzydkie słowa                                                           |      |
| 152 | 28 maja 2020         | Co ma wspólnego Lord Voldemort z niedźwiedziem                                         |      |
| 153 | 7 czerwca 2020       | Jak swobodnie rozmawiać o seksie – przydatne słownictwo                                |      |
| 154 | 21 czerwca 2020      | 40 słów, które poprawią Twoją elokwencję                                               |      |
| 155 | 5 sierpnia 2020      | Czego człowiek nie usłyszy, to zmyśli, czyli jak przekręcamy słowa                     |      |
| 156 | 9 sierpnia 2020      | Niezwykle otwarta rozmowa z Kasią Warnke i Piotrem Stramowskim                         |      |
| 157 | 23 sierpnia 2020     | 4 wkurzające błędy z internetu                                                         |      |
| 158 | 5 października 2020  | Jak zwiększyć swoją elokwencję (kolejna porcja słów)                                   |      |
| 159 | 15 października 2020 | Cytaty z książek, które powinien znać każdy!                                           |      |
| 160 | 9 listopada 2020     | Moje największe ortograficzne wpadki! – film z gościnnym udziałem Weroniki Szymańskiej |      |
| 161 | 22 listopada 2020    | Czy zaleje nas fala wulgaryzmów i wszyscy zaczną kląć?                                 |      |
| 162 | 29 listopada 2020    | 25 łacińskich sentencji, dzięki którym zabrzmicie supermądrze                          |      |
| 163 | 9 grudnia 2020       | Młodzieżowe Słowo Roku 2020, czyli…?                                                   |      |
| 164 | 14 grudnia 2020      | Sprawdzam Waszą wiedzę o języku polskim, czyli WIELKI TEST MÓWIĄC INACZEJ!             |      |

### Sezon 9
| Nr  | Data publikacji      | Tytuł                                                                                  | Ref. |
| --- | -------------------- | -------------------------------------------------------------------------------------- | ---- |
| 165 | 27 stycznia 2021     | Joe Biden, Joe…go/Joe’a? Czyli jak odmieniać imię „Joe” i nie oszaleć                  |      |
| 166 | 18 lutego 2021       | Nowe błędy w języku, które być może już popełniasz                                     |      |
| 167 | 24 marca 2021        | Jak w prosty sposób poprawić dykcję                                                    |      |
| 168 | 22 kwietnia 2021     | „Lagun”. Czyli film o tym, jak przejęzyczenia zmieniają świat                          |      |
| 169 | 6 maja 2021          | Jak mówić, by nie wykluczać                                                            |      |
| 170 | 27 maja 2021         | Błędy, które WCIĄŻ popełniacie                                                         |      |
| 171 | 29 czerwca 2021      | Widzowie wyjaśniają Mikułę, czyli nowe słowa, które TRZEBA znać                        |      |
| 172 | 5 sierpnia 2021      | 50 błędów językowych! Który z nich popełniasz?                                         |      |
| 173 | 9 września 2021      | Jak dawniej się wyzywaliśmy, czyli o wulgaryzmach i słowach brzydkich                  |      |
| 174 | 26 września 2021     | Błędy ortograficzne, które wciąż widzę w internecie                                    |      |
| 175 | 14 października 2021 | „Mówię o rzeczach niewygodnych, bo czuję, że już mogę!” – rozmowa z Justyną Mazur      |      |
| 176 | 21 października 2021 | Dlaczego cały świat mówi „tea”, „té” albo „czaj”, a Polacy mają „herbatę”?             |      |
| 177 | 4 listopada 2021     | Nie rozumiem, po co publicznie wyrażać opinię na każdy temat – rozmowa z Kubą Małeckim |      |
| 178 | 1 grudnia 2021       | Durne teksty i powiedzonka, które utrudniają nam życie                                 |      |
| 179 | 8 grudnia 2021       | „Kiedy mówię po hiszpańsku, jestem bardziej otwarta” – rozmowa z Natalią Nykiel        |      |
| 180 | 12 grudnia 2021      | Średnio młodzieżowy „śpiulkolot” został Młodzieżowym Słowem Roku 2021!                 |      |

### Sezon 10
| Nr  | Data publikacji      | Tytuł                                                                                 | Ref. |
| --- | -------------------- | ------------------------------------------------------------------------------------- | ---- |
| 181 | 13 lutego 2022       | Polonizmy, czyli które słowa pożyczyły od nas inne języki                             |      |
| 182 | 14 marca 2022        | „W” czy „na”? – oto jest pytanie                                                      |      |
| 183 | 18 kwietnia 2022     | Nie wchodzi się 2 razy do tej samej rzeki, czyli przysłowia, których znaczenie mylimy |      |
| 184 | 8 maja 2022          | Książki, które mogłyby być lekturami                                                  |      |
| 185 | 6 czerwca 2022       | Czy te słowa to na pewno błędy?                                                       |      |
| 186 | 28 czerwca 2022      | 20 słów, dzięki którym zabrzmisz mądrzej                                              |      |
| 187 | 31 sierpnia          | Jak szybko i na długo zapamiętać zasady językowe!                                     |      |
| 188 | 8 września 2022      | 50 błędów językowych, na które warto uważać!                                          |      |
| 189 | 2 października 2022  | Czy regionalizmy to błędy?                                                            |      |
| 190 | 6 października 2022  | Czy szkoła nauczyła nas czegoś dobrze?                                                |      |
| 191 | 23 października 2022 | Jak mądrze mówić o otyłości                                                           |      |
| 192 | 16 listopada 2022    | „W końcu mogę śpiewać, o czym chcę” – rozmowa z Natalią Szroeder                      |      |
| 193 | 7 grudnia 2022       | Dzięki tym książkom będziesz mówić poprawniej                                         |      |

### Sezon 11
| Nr  | Data publikacji      | Tytuł                                                               | Ref. |
| --- | -------------------- | ------------------------------------------------------------------- | ---- |
| 194 | 9 marca 2023         | Czy „kobieta” naprawdę pochodzi od „chlewu”?                        |      |
| 195 | 4 kwietnia 2023      | 10 słów i sformułowań, które mnie totalnie zaskoczyły               |      |
| 196 | 19 kwietnia 2023     | Słowa, które pojawiły się w języku dzięki pisarzom                  |      |
| 197 | 7 maja 2023          | Bovska – dzika dziewczyna, która śpiewa głośno, bo jej wolno!       |      |
| 198 | 11 maja 2023         | Ania Karwan – w końcu nadszedł jej czas!                            |      |
| 199 | 13 czerwca 2023      | Przestańmy kłócić się o te feminatywy!                              |      |
| 200 | 20 lipca 2023        | O bardzo popularnym błędzie. Sprawdź, czy też go popełniasz         |      |
| 201 | 10 sierpnia 2023     | Gdy widzimy błędy tam, gdzie ich nie ma – kilka słów o nazwach wysp |      |
| 202 | 7 września 2023      | O tym błędzie zmieniłam zdanie!                                     |      |
| 203 | 11 października 2023 | 15 trudnych słów, które warto poznać                                |      |
| 204 | 20 października 2023 | Boomerskie Słowo Roku – mój komentarz                               |      |
| 205 | 29 listopada 2023    | Te słowa NIE są błędami, a Wy wciąż myślicie, że jest inaczej       |      |
| 206 | 18 grudnia 2023      | „REL”, czyli podsumowanie plebiscytu na Młodzieżowe Słowo Roku      |      |

### Sezon 12
| Nr  | Data publikacji      | Tytuł                                                                  | Ref. |
| --- | -------------------- | ---------------------------------------------------------------------- | ---- |
| 207 | 10 stycznia 2024     | Dlaczego „incel” to ważne słowo                                        |      |
| 208 | 11 kwietnia 2024     | „Szon”, czyli nowy sposób na to, by obrazić kobietę                    |      |
| 209 | 19 maja 2024         | Język polski i seks – czy to dobre połączenie?                         |      |
| 210 | 4 czerwca 2024       | Omawiam zmiany w polskiej ortografii                                   |      |
| 211 | 4 lipca 2024         | „Pies umiera” czy „zdycha”?                                            |      |
| 212 | 8 sierpnia 2024      | PARAOLIMPIADA, PARAOLIMPIJCZYK – te słowa znikają z oficjalnego języka |      |
| 213 | 10 października 2024 | MADKA i jej BOMBELKI. Co nam robią te słowa                            |      |
| 214 | 10 grudnia 2024      | 10 popularnych w 2024 roku błędów językowych                           |      |
| 215 | 15 grudnia 2024      | SIGMA, czyli Młodzieżowe Słowo Roku 2024                               |      |

### Sezon 13
| Nr  | Data publikacji | Tytuł                                   | Ref. |
| --- | --------------- | --------------------------------------- | ---- |
| 216 | 9 stycznia 2025 | 6 audiobooków, które warto przesłuchać! |      |
| 217 | 10 czerwca 2025 | Kogo obraża PALANT?                     |      |